# فريدريش رزنر
فريدريش رزنر (1533-15 سبتمبر 1580) (باللاتينية: Fridericus Risnerus) عالم رياضيات ألماني من هرسفلد،  هسن . كان مساعدًا لبيتروس راموس (من حوالي 1565) وكان أول رئيس للرياضيات في كوليج دو فرانس (1576).  

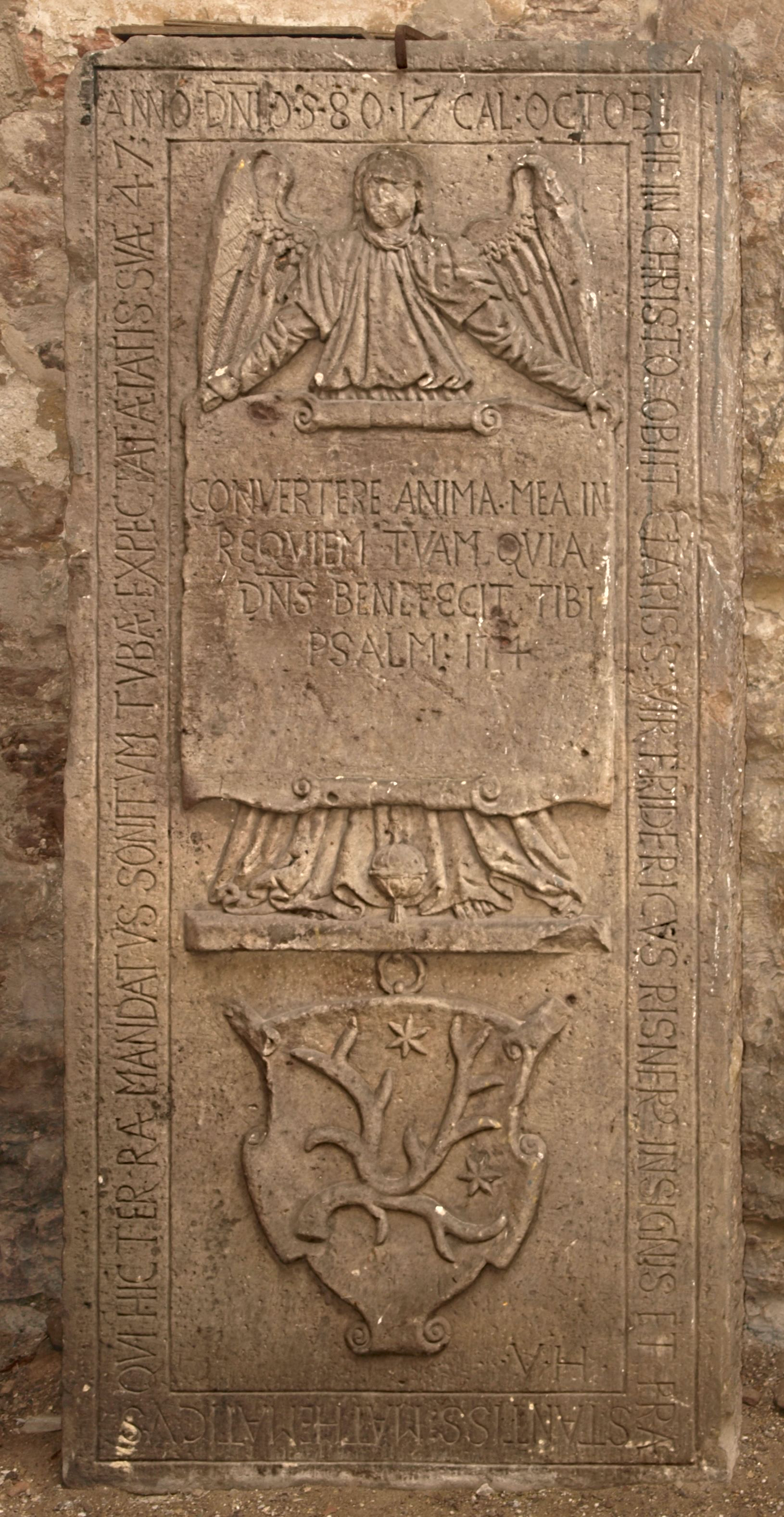
شاهد فريدريش ريزنر في دير هيرسفيلد

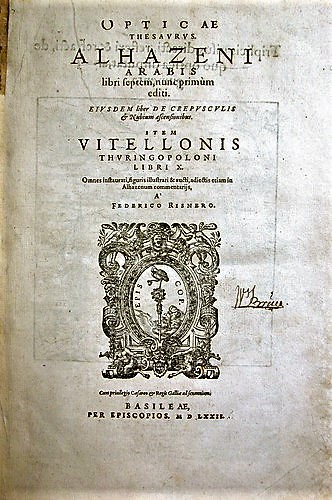
الغلاف الأمامي لكتابه

اشتهر رزنر بنشره عام 1572 لكتاب (باللاتينية: Opticae thesaurus: Alhazeni Arabis libri septem, nuncprimum editi; Eiusdem liber De Crepusculis et nubium ascensionibus, Item Vitellonis Thuringopoloni libri X) (الكنز البصري: سبعة كتب من ابن الهيثم العربي، نُشرت لأول مرة؛ كتابه في الشفق وظهور الغيوم، وكذلك من كتاب فيتيلو ثورنجوبولوني العاشر) ، وهو طبعة من أعمال ابن الهيثم وإيراسموس ويتلو (فيتيلو)، وكلاهما من الرواد الأوائل في مجال البصريات. أصبح المنشور فائدة كبيرة لعدد من علماء الرياضيات والعلماء، مثل كيبلر وسنيليوس وديكارت وهوغنس.
كان أول من اقترح فكرة الحجرة المظلمة محمولة، والتي يُزعم أنها اتستخدمت كوسيلة مساعدة في إنشاء الأعمال الفنية. تتكون فكرته من كوخ خشبي خفيف الوزن به فتحات صغيرة مزودة بعدسات في كل جدار، ومكعب ورقي في مركزه للرسم.
بعد مذبحة سان بارتيليمي، هرب رزنر عائداً إلى هرسفلد ومات هناك بعد ثماني سنوات. دفن فيها وقبره لا يزال هناك.